# 少年団
少年団（しょうねんだん）とは、概ね小中学生に相当する年齢の少年・少女を対象に、社会教育を実施する団体を指す。
以下のような用法がある。
1. 戦前のボーイスカウトのこと。少年団日本連盟（1924年創設、1941年解散。戦後はボーイスカウト日本連盟となる）に加盟していた団体。
2. 少年少女活動を行う組織一般を指す。健民少年団（横浜市など）、FOS少年団（岡山県）など。
3. 少年少女組織を育てる全国センターに加盟する少年少女組織。日本民主青年同盟が指導している。

名称に少年団が入る団体・組織の例
- スポーツ少年団
- 鉄道少年団
- 海洋少年団
- 航空少年団
- 日本宇宙少年団

## 関連書籍
- 『少年団運動の成立と展開-英国ボーイスカウトから学校少年団まで』（田中治彦 、九州大学出版会、1999年）
- 『少年団の歴史-戦前のボーイスカウト・学校少年団』（上平泰博、中島純、田中治彦、萌文社、1996年）